# Weichtier des Jahres (Österreich)
Seit dem Jahr 2010 verleiht der Naturschutzbund Österreich den Titel Weichtier des Jahres. Mit dieser Aktion will er auf die Gefährdung und Bedeutung für das Ökosystem dieser meist unauffälligen Tierarten aufmerksam machen.
Bisherige Preisträger waren:
| Jahr      | deutscher Name                | wissenschaftlicher Name                 | Abbildung                            |
| --------- | ----------------------------- | --------------------------------------- | ------------------------------------ |
| 2010      | Gemeine Schließmundschnecke   | Alinda biplicata                        | 2010 Gemeine Schließmundschnecke     |
| 2011      | Zierliche Tellerschnecke      | Anisus vorticulus                       | 2011 Zierliche Tellerschnecke        |
| 2012/2013 | Bachmuschel                   | Unio crassus                            | 2012/2013 Bachmuschel                |
| 2014/2015 | Spitze Sumpfdeckelschnecke    | Viviparus contectus                     | 2014/2015 Spitze Sumpfdeckelschnecke |
| 2016/2017 | Große Teichmuschel            | Anodonta cygnea                         | 2016/2017 Große Teichmuschel         |
| 2018/2019 | Tigerschnegel                 | Limax maximus                           | 2018/2019 Große Teichmuschel         |
| 2020/2021 | Weinbergschnecke              | Helix pomatia                           | 2020/2021 Weinbergschnecke           |
| 2022/2023 | Posthornschnecke              | Planorbarius corneus                    | 2022/2023 Posthornschnecke           |
| 2024/2025 | Österreichische Quellschnecke | Bythinella austriaca, Bythinella conica | 2024 Österreichische Quellschnecke   |

## Weblink
- Eintrag zum Weichtier des Jahres beim Naturschutzbund Österreich